# Liste der reichsten Chinesen
Die reichsten Chinesen (Milliardäre) sind nach Angaben der US-amerikanischen Zeitschrift Forbes Magazin (Stand: Dezember 2024):
| Rang | Name                    | Nettovermögen (USD) | Herkunft des Vermögens                            |
| ---- | ----------------------- | ------------------- | ------------------------------------------------- |
| 1    | Zhong Shanshan          | $57,1 Milliarden    | Nongfu Spring, Beijing Wantai Pharmacy Enterprise |
| 2    | Zhang Yiming            | $45,6 Milliarden    | ByteDance                                         |
| 3    | Ma Huateng              | $44,6 Milliarden    | Tencent                                           |
| 4    | Robin Zeng              | $38,7 Milliarden    | CATL                                              |
| 5    | Colin Huang             | $35,9 Milliarden    | Pinduoduo, Temu                                   |
| 6    | William Ding (Ding Lei) | $31,0 Milliarden    | NetEase                                           |
| 7    | He Xiangjian            | $27,7 Milliarden    | Midea Group                                       |
| 8    | Lei Jun                 | $25,3 Milliarden    | Xiaomi                                            |
| 9    | Jack Ma                 | $23,8 Milliarden    | Alibaba Group                                     |
| 10   | Wang Chuanfu            | $20,6 Milliarden    | BYD                                               |
| 11   | Huang Shilin            | $17,8 Milliarden    | CATL                                              |
| 12   | Li Shufu                | $16,8 Milliarden    | Geely                                             |
| 13   | Wang Wei                | $15,9 Milliarden    | SF Holding                                        |
| 14   | Lu Xiangyang            | $15,9 Milliarden    | BYD                                               |
| 15   | Qin Yinglin             | $15,8 Milliarden    | Muyuan Foods                                      |
| 16   | Qi Shi                  | $13,8 Milliarden    | East Money Information                            |
| 17   | Dang Yanbao             | $13,6 Milliarden    | Ningxia Baofeng Energy Group                      |
| 18   | Zhang Zhidong           | $13,4 Milliarden    | Tencent                                           |
| 19   | Zheng Shuliang          | $12,8 Milliarden    | China Hongqiao Group                              |
| 20   | Wang Xing               | $12,8 Milliarden    | Meituan                                           |

Eine Alternative zu dieser Liste ist der Hurun-Report, der 1999 von Rupert Hoogewerf erarbeitet wurde.